# You Do Something to Me
«You Do Something to Me» — песня американского композитора Коула Портера. Портер написал её для своего мюзикла «Пятьдесят миллионов французов», премьера которого состоялась на Бродвее в 1929 году. Впервые прозвучала на сцене в исполнении Уильяма Гэкстона и Женевьевы Тобин, которые играли роли Питера Форбса и Лулу Кэрролл в той оригинальной бродвейской постановке.
В экранизации 1931 года песню снова исполнил Уильям Гэкстон.

## Музыка и слова
По жанру это баллада.

## Другие версии
Среди многих, песню исполняли и записывали Лео Райзман со своим оркестром (его пластинка с этой песней имела заметный успех в 1930 году), Фрэнк Синатра (в 1950 году), Бинг Кросби (в 1955 году), Марио Ланца, Марлен Дитрих, Дорис Дэй, Сонни Роллинз, Сюзанна Маккоркл, Брайан Ферри, Шинейд О'Коннор (на альбоме Red Hot + Blue, вышедшем в 1990 году) и группа «Сканк Ананси».
В 1956 году собственную версию представила Элла Фицджеральд на первом альбоме из своей серии «Песенников» великих американских композиторов.